# Wolfgang Franke (Geologe)
Wolfgang Franke (* 20. Juni 1947) ist ein deutscher Geologe und Hochschullehrer an der Goethe-Universität Frankfurt am Main.
Franke studierte Geologie und Paläontologie in Bonn und Göttingen, wurde 1972 in Göttingen promoviert und habilitierte sich dort 1984. Danach war er bis 2004 Professor an der Universität Gießen und 2005 bis 2011 an der Universität Frankfurt.
Er befasst sich mit geodynamischen Prozessen der Krustenbildung in Europa, speziell den Varisziden, deren Paläogeographie, Sedimentologie, Biostratigraphie und Tektonik, der Entwicklung der dabei beteiligten Krustenplatten, sowie metamorphen Prozessen. Er war Koordinator des DFG-Schwerpunktprogramms Orogene Prozesse und am Kontinentalen Tiefbohrprogramm, der European Geotraverse, Europrobe, IGCP 233 (Terranes in the Circum-Atlantic Palaeozoic
Orogens), DEKORP (Deutsches Reflexionsseismisches Projekt, als Koordinator von seismischen Profilen im Rheinischen Schiefergebirge und sächsischen Granulitgebirge) und PACE (Palaeozoic Amalgamation of Central Europe) beteiligt.
Franke war 1998 bis 2001 Vorsitzender der Geologischen Vereinigung. Er ist seit 1996 Mitglied der Leopoldina (und dort seit 2011 Obmann Geologie, Mineralogie und Kristallographie), war ausländischer Vizepräsident der Société géologique de France und Vizepräsident der GeoUnion (früher Alfred Wegener Stiftung). 1992 wurde er Fellow der Geological Society of London und 1993 Mitglied der Academia Europaea.
Er ist Mitherausgeber der Geologischen Rundschau (International Journal of Earth Sciences), Tectonics, Tectonophysics, Geodinamica Acta und Geologica Sudetica.